# Elizeus
 Az Elizeus héber eredetű férfinév, jelentése: Isten segített

## Gyakorisága
Az 1990-es években szórványos név, a 2000-es években nem szerepel a 100 leggyakoribb férfinév között.

## Névnapok
- június 14.[2]

## Híres Elizeusok
- Elizeus próféta az ókori Izraelben